# 内山正治
内山 正治（うちやま しょうじ、1851年6月30日（嘉永4年6月2日）- 1911年（明治44年）1月8日）は、明治期の農業経営者、政治家。衆議院議員。

## 経歴
越中国婦負郡石坂村（富山県婦負郡石坂村、桜谷村を経て現富山市）で、十村役を務めた内山吉治の息子として生まれた。1864年（元治元年）富山藩の高島流兵式練修を命じられ、さらに仏式兵法を修めた。農業を営む。
1876年（明治9年）石川県越中第11大区戸長に就任。石坂村外11カ村戸長、田刈屋外23カ村戸長を歴任。その他、学務委員、村会議員、町村組合会議員、所得税調査委員、用水組合会議員なども務めた。
1888年（明治21年）富山県会議員に選出され、1892年（明治25年）まで在任。1894年（明治27年）9月、第4回衆議院議員総選挙（富山県第1区、無所属）で当選し、衆議院議員に1期在任した。